# Camp Cucamonga
Camp Cucamonga is een televisiefilm uit 1990 onder regie van Roger Duchowny. De film werd als gevolg van het succes van verscheidene televisiesterren gemaakt. Jennifer Aniston, die destijds te zien was in Ferris Bueller, had de hoofdrol in de film. Latere Friends-collega Matthew Perry deed ook auditie voor de film, maar kreeg geen rol toegewezen.

## Verhaal
De film gaat over een zomerkamp waar tieners naartoe komen om activiteiten te doen. In verscheidene subplotten bloeien romantieke gevoelens op en proberen tieners aan de kampregels te ontkomen.

## Rolverdeling
Hieronder volgt een lijst van de acteurs. In de derde kolom staat de televisieserie waardoor zij destijds bekend waren.
| Acteur            | Personage        | Nota              |
| ----------------- | ---------------- | ----------------- |
| John Ratzenberger | Marvin Schector  |                   |
| Chad Allen        | Frankie Calloway | My Two Dads       |
| Dorothy Lyman     | Millie Schector  | Mama's Family     |
| Jennifer Aniston  | Ava Schector     | Ferris Bueller    |
| Brian Robbins     | Roger Berg       | Head of the Class |
| Sherman Hemsley   | Herbert Himmel   |                   |
| Candace Cameron   | Amber Lewis      |                   |
| Jaleel White      | Dennis Brooks    |                   |
| Josh Saviano      | Max Plotkind     | The Wonder Years  |
| Danica McKellar   | Lindsey Scott    | The Wonder Years  |
| Lauren Tewes      | Mrs. Scott       | The Love Boat     |
| Breckin Meyer     | Cody             |                   |